# L'Évidence des contrastes
 (juin 2017).
Si vous disposez d'ouvrages ou d'articles de référence ou si vous connaissez des sites web de qualité traitant du thème abordé ici, merci de compléter l'article en donnant les références utiles à sa vérifiabilité et en les liant à la section « Notes et références ».
L'Évidence des contrastes est le sixième album d'Éric Lareine. Il s'agit d'une co-création avec le pianiste Denis Badault qui l'accompagne et compose toutes les musiques. L'album paraît en 2014.

## Titres
Tous les textes sont d'Éric Lareine, sauf indication contraire. Les musiques sont de Denis Badault.
| No  | Titre                 | Auteur          | Durée |
| --- | --------------------- | --------------- | ----- |
| 1.  | Architecte            |                 | 3:59  |
| 2.  | Chanson de fou        | Émile Verhaeren | 3:39  |
| 3.  | Ma chère amie         |                 | 4:45  |
| 4.  | Acariens              |                 | 3:03  |
| 5.  | Mon encre             |                 | 5:45  |
| 6.  | Blanc                 |                 | 4:25  |
| 7.  | Mineur                |                 | 3:12  |
| 8.  | Be free, be Frisell   | Denis Badault   | 3:48  |
| 9.  | Un conte pas pareil   | Jackie Berroyer | 5:17  |
| 10. | Mignons, mignonnes    |                 | 5:49  |
| 11. | C'est du joli         |                 | 4:01  |
| 12. | Un bistrot littéraire |                 | 3:47  |

## Musiciens
- Éric Lareine : chant
- Denis Badault : piano (préparé ou non)

## Production
- Prise de son, mixage & mastering : Manu Cabrol
- Production : Matthieu Cardon (Les Productions du Vendredi)
- Crédits visuels : Éric Lareine